# Hyloxalus vergeli
Hyloxalus vergeli är en groddjursart som beskrevs av Walter Hellmich 1940. Hyloxalus vergeli ingår i släktet Hyloxalus och familjen pilgiftsgrodor. IUCN kategoriserar arten globalt som sårbar. Inga underarter finns listade i Catalogue of Life.